# Marek Igaz
Marek Igaz (ur. 13 września 1986 w Trenczynie) – słowacki piłkarz występujący na pozycji bramkarza, zawodnik AFC Nové Mesto nad Váhom.

## Życiorys

### Kariera klubowa
Zawodnik grę rozpoczynał w drużynach juniorskich ze Słowacji: FK Spartak Bánovce nad Bebravou oraz FK ZTS Dubnica. 
Pierwszym klubem w seniorskiej karierze był w latach 2004–2005 czeski klub FC Elseremo Brumov. W latach 2006–2011 zawodnik występował w MFK Dubnica z I ligi słowackiej, w 2011 był także w zespole FK Púchov z III ligi słowackiej. W latach 2012–2014 był piłkarzem tyskiego klubu GKS Tychy (II i I liga polska). Następnie grał w TJ Iskra Borčice. Od lipca 2015 ponownie jest piłkarzem polskiego klubu GKS Tychy, umowa do 30 czerwca 2020; po sezonie 2019/2020 odszedł z klubu.
12 września 2020 podpisał kontrakt z AFC Nové Mesto nad Váhom, bez odstępnego. W klubie zadebiutował 12 września 2020 na stadionie Areál AFC Považan (Nowe Miasto nad Wagiem) w przegranym 0:1 meczu ligowym przeciwko OFK Malženice.

## Życie prywatne
22 czerwca 2013 w mieście Bánovce nad Bebravou na Słowacji Igaz ożenił się z Martiną.